# Chromulinaceae
Famille
Les Chromulinaceae sont une famille d'algues de l'embranchement des Ochrophyta, de la classe des Chrysophyceae et de l'ordre des Chromulinales.
Les genres Chromulina (Cienkowski 1870) et Chrysomonas (Stein 1878), furent les deux premiers genres de flagellés photosynthétiques nus et unicellulaires jamais décrits.

## Étymologie
Le nom vient du genre type Chromulina, composé du préfixe chrom-, couleur, et du suffixe -lin-, fil, peut-être en référence aux plastes de couleur brun doré de ces organismes et leur nage avec leur unique flagelle déployé.

## Description
Les espèces du genre Chromulina sont des organismes unicellulaires sans paroi cellulaire et dotés d'un seul flagelle.

## Liste des genres
Selon AlgaeBase (10 septembre 2022) :
- Acanthochrysis W.Conrad, 1931
- Amphichrysis Korshikov, 1929
- Botryochrysis Matvienko, 1965
- Calycomonas Lohmann, 1908
- Chromulina Cienkowsky, 1870
- Chromulinella Skvortzov, 1969
- Chromulinospumella Boenigk & Grossmann, 2016
- Chrysapsis Pascher, 1910
- Chrysoglena Wislouch, 1914
- Chrysomonas Skvortzov, 1969
- Chrysomonas F.Stein, 1878
- Chrysoxys Skuja, 1948
- Codonomonas Goor, 1925
- Dendromonas F.Stein, 1878
- Heterochromonas Pascher, 1912
- Heterochromulina Pascher, 1912
- Matvienkomonas Skvortzov, 1961
- Monochrysis Skuja, 1948
- Mucosphaera A.J.Dop & Van Beem, 1980
- Nannochrysis Pascher, 1911
- Oicomonas Scherffel, 1901
- Oikomonas Kent, 1880
- Protochrysidis Skvortzov, 1969
- Pseudochromulina Doflein, 1921
- Pyramidochrysis Pascher, 1909
- Saccochrysis Korshikov, 1941
- Sphaeraspis J.Schiller, 1954
- Sphaleromantis Pascher, 1910
- Spirochrysis W.Conrad, 1931
- Wellheimia Pascher, 1917
- Zoogloea Cohn, 1854

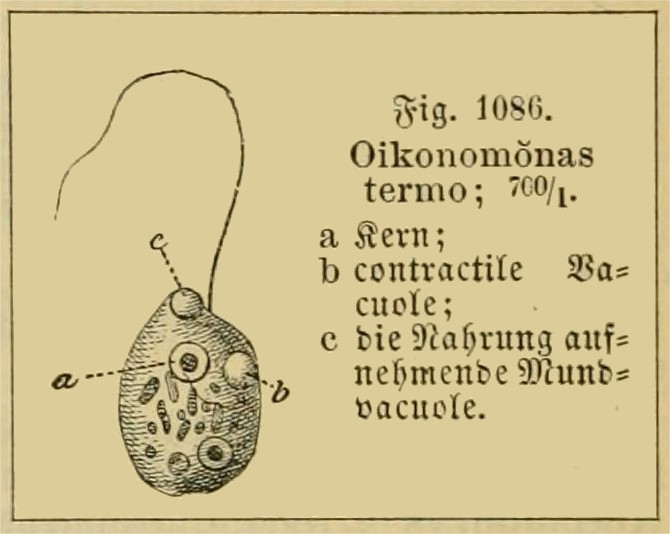
Oikomonas termo Kent